# Рекаш
Рекаш (рум. Recaș) — місто у повіті Тіміш в Румунії. Адміністративно місту підпорядковані такі села (дані про населення за 2002 рік):
- Ізвін (1471 особа)
- Базош (943 особи)
- Надеш
- Петровасело (331 особа)
- Станчова (402 особи)
- Хернякова (458 осіб)

Місто розташоване на відстані 390 км на північний захід від Бухареста, 22 км на схід від Тімішоари.

## Населення
За даними перепису населення 2002 року у місті проживали 8560 осіб.
Національний склад населення міста:
| Національність | Кількість осіб | Відсоток |
| -------------- | -------------- | -------- |
| румуни         | 6514           | 76,1%    |
| угорці         | 936            | 10,9%    |
| серби          | 581            | 6,8%     |
| цигани         | 253            | 3,0%     |
| хорвати        | 119            | 1,4%     |
| німці          | 116            | 1,4%     |
| українці       | 21             | 0,2%     |
| словаки        | 17             | 0,2%     |
| турки          | 1              | < 0,1%   |
| болгари        | 1              | < 0,1%   |
| поляки         | 1              | < 0,1%   |

Рідною мовою назвали:
| Мова       | Кількість осіб | Відсоток |
| ---------- | -------------- | -------- |
| румунська  | 6788           | 79,3%    |
| угорська   | 897            | 10,5%    |
| сербська   | 558            | 6,5%     |
| хорватська | 104            | 1,2%     |
| циганська  | 100            | 1,2%     |
| німецька   | 84             | 1,0%     |
| українська | 14             | 0,2%     |
| словацька  | 14             | 0,2%     |
| турецька   | 1              | < 0,1%   |

Склад населення міста за віросповіданням:
| Релігія            | Кількість осіб | Відсоток |
| ------------------ | -------------- | -------- |
| православні        | 6328           | 73,9%    |
| римо-католики      | 1168           | 13,6%    |
| п'ятдесятники      | 741            | 8,7%     |
| баптисти           | 107            | 1,3%     |
| греко-католики     | 95             | 1,1%     |
| реформати          | 60             | 0,7%     |
| бретрени           | 6              | 0,1%     |
| старообрядці       | 5              | 0,1%     |
| адвентисти         | 4              | < 0,1%   |
| унітарії           | 3              | < 0,1%   |
| мусульмани         | 1              | < 0,1%   |
| атеїсти            | 1              | < 0,1%   |
| не вказали релігію | 5              | 0,1%     |

## Зовнішні посилання
- Дані про місто Рекаш на сайті Ghidul Primăriilor